# Andreas Hermes

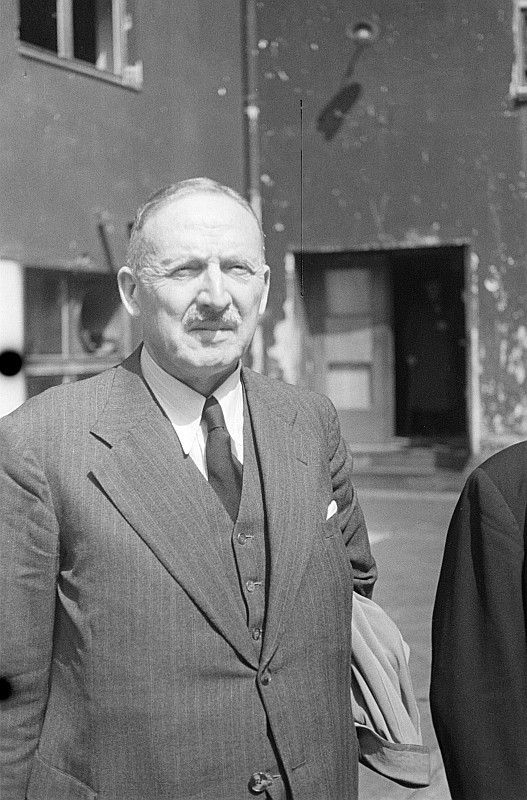
Andreas Hermes, sent 1940-tal

Andreas Hermes, född 16 juli 1878 i Köln, död 4 januari 1964, var en tysk politiker (ursprungligen Centrumpartiet, efter andra världskriget CDU).
Hermes studerade jordbrukslära i Poppelsdorf, var en tid lärare där, sedermera anställd vid Internationella jordbruksinstitutet i Rom och därpå rikskommissarie för tyska avdelningen vid internationella jordbruksutställningen i Buenos Aires. 
Hermes hade under första världskriget anställning i flera krigsekonomiska ämbetsverk, blev oktober 1919 ministerialdirektor i riksekonomiministeriet och mars 1920 chef för det nyupprättade riksministeriet för folknäring och jordbruk. På denna post kvarstod han i flera ministärer och ledde där avvecklingen av krigstidens ekonomiska tvångsförordningar. Han blev därjämte oktober 1921 t.f. riksfinansminister, nedlade 1922 folknäringsministerposten, då han blev ordinarie finansminister, och deltog som sådan i Genuakonferensen. 
Hermes råkade kort därpå i skarp konflikt med rikskanslern Joseph Wirth med anledning av sina förhandlingar med finansmän i Paris. Han kvarstod som finansminister under Wilhelm Cuno, men avgick med denne augusti 1923 efter att förut under lång tid ha utsatts för häftiga personliga angrepp i riksdagen, särskilt från socialdemokraterna, i samband med den tyska riksmarkens kolossala nedgång under hans finansministertid. Han var 1928-33 ledamot av tyska riksdagen och under samma tid president i Vereinigung der deutschen Bauernvereine,  från 1931 Vereinigung der deutschen christlichen Bauernvereine. 
I samband med Adolf Hitlers maktövertagande 1933 tog Hermes avstånd från nazismen och tillbringade fyra månader i fängelse. År 1936 gick han i landsflykt i Colombia, men återvände 1939 och upprättade kontakt med Carl Friedrich Goerdeler och Kreisau-kretsen. Han arresterades efter 20 juli-attentatet och då han var påtänkt att bli jordbruksminister om attentatet hade lyckats dömdes han den 11 januari 1945 till döden av den nazistiska Folkdomstolen, men han överlevde tack vare att avrättningen kom att uppskjutas. 
Efter kriget var Hermes först verksam inom CDU i den sovjetiska ockupationszonen, men på grund av motstånd från ockupationsmakten flyttade han senare till Bad Godesberg i västzonen, där han var verksam inom samma parti.